# Stay with Me (燦烈和Punch歌曲)
〈Stay with Me〉是韓國女歌手Punch和男子團體EXO成員燦烈共同錄製的歌曲，為2016年tvN愛情奇幻電視劇《孤單又燦爛的神－鬼怪》的首支原聲帶。單曲於2016年12月3日正式發行，收錄在劇集的第一部分原聲帶中。

## 背景與發行
12月1日，多方消息證實，男子團體EXO成員燦烈將與女歌手Punch一同演唱《孤單又燦爛的神－鬼怪》的原聲帶（OST），這是Punch繼2月和CHEN演唱《太陽的後裔》原聲帶〈Everytime〉後第二度與EXO合作。該劇集於翌日播出第一集。
這首歌由Rocoberry作曲和編曲，Lee Seung Joo作詞。Rocoberry是一個由Roco（主唱、填詞）和Conan（合音、作曲、作詞）組成的獨立流行組合，他們過去曾為熱播劇《太陽的後裔》（〈Everytime〉）和《皮諾丘》（〈Love Is Like Snow〉）製作原聲帶。〈Stay with Me〉於2016年12月3日午夜0時（KST）在各大音樂網站數位發行。

## 音樂錄影帶
音樂錄影帶於2016年12月3日在YouTube發布，片中Punch和燦烈在錄音室演唱這首歌，並不時穿插劇中場景。影片在發布後24小時內突破100萬點閱率。
影片為2016年12月觀看次數第三多的韓國音樂影片，並在2017年上半年排名第五。截至2021年11月，影片已累積3.4億次觀看，使其成為有史以來觀看次數最多的OST影片，這也是燦烈和Punch第一部突破1億點閱率的音樂影片。

## 榜單表現
〈Stay with Me〉在音源公開1小時後，隨即佔據各大數位音樂網站實時榜上位圈，於Mnet排名第1，Genie第2，MelOn第10。不久之後，歌曲在Melon實時榜上升至第二位。2017年1月11日，歌曲在Melon上獲得100,000個贊。2月13日，燦烈憑藉〈Stay with Me〉入圍Melon Top 10藝人獎，那時他已連續四星期奪得該網站的每週人氣獎冠軍。17日，〈Stay with Me〉空降美國《告示牌》世界單曲暢銷榜第5位，在Spotify全球50大病毒歌曲榜上位列第5。
到3月2日，〈Stay with Me〉在Gaon音樂榜上的下載量已累計達1,042,951次，這是劇集第一首達到百萬下載的原聲帶。7月7日，Gaon發布了半年圖表， 歌曲在數位、下載和串流媒體榜單上均名列前十。
2018年9月12日，Gaon音樂榜宣布〈Stay with Me〉在2018年2月4日至2018年2月10日期間已突破100萬串流量里程碑。

## 排行榜
| 榜單（2016年）                   | 峰值 |
| -------------------------------- | ---- |
| 香港（新城電台勁爆外語榜）       | 1    |
| 馬來西亞（馬來西亞唱片業協會）   | 9    |
| 菲律賓（菲律賓百強單曲榜）       | 9    |
| 韓國（Gaon單曲榜）               | 3    |
| 美國（《告示牌》世界數位單曲榜） | 5    |

| 榜單（2016年） | 峰值 |
| -------------- | ---- |
| 韓國（Gaon）   | 2    |

| 榜單（2017年） | 峰值 |
| -------------- | ---- |
| 韓國（Gaon）   | 31   |

## 銷量
| 地區         | 銷量      |
| ------------ | --------- |
| 韓國（Gaon） | 2.500.000 |

### 串流
| 榜單           | 串流         |
| -------------- | ------------ |
| 韓國Gaon串流榜 | 100,000,000+ |

## 獲獎與提名
| 年份 | 授獎機構               | 獎項             | 結果 |
| ---- | ---------------------- | ---------------- | ---- |
| 2017 | 亞洲模特獎             | 亞洲OST流行度    | 獲獎 |
| 2017 | 第19屆Mnet亞洲音樂大獎 | 最佳OST          | 提名 |
| 2018 | 第13屆KKBOX風雲榜      | 年度最佳韓語單曲 | 獲獎 |